# Chavenon
Chavenon é uma comuna francesa na região administrativa de Auvérnia-Ródano-Alpes, no departamento Allier. Estende-se por uma área de 17,22 km². Em 2010 a comuna tinha 135 habitantes (densidade: 7,8 hab./km²).